# (413) Edburga
(413) Edburga es un asteroide perteneciente al cinturón de asteroides descubierto el 7 de enero de 1896 por Maximilian Franz Wolf desde el observatorio de Heidelberg-Königstuhl, Alemania.
Se desconoce la razón del nombre.